# 10588 Adamcrandall
10588 Adamcrandall è un asteroide della fascia principale. Scoperto nel 1996, presenta un'orbita caratterizzata da un semiasse maggiore pari a 2,4092114 au e da un'eccentricità di 0,0497466, inclinata di 2,62486° rispetto all'eclittica.